# Christiane Sibellin
Christiane Sibellin est une femme française née en 1942, élue Miss Lyon 1964, puis Miss France 1965.

## Miss France
L'élection de Miss France 1965 a lieu au Trianon Palace, à Versailles en décembre 1964. Christiane Sibellin, Miss Lyon, participe aux côtés de candidates telles que Miss Bretagne (Chantal le Coz), Miss Morbihan (Annie Delabre), Miss Arcachon (Josette Venton), Miss Champagne (Gisèle Aupetit), Miss Bourgogne (Maria Dornier), Miss Lorraine (Sylvie Reichert), Miss Royan (Annick Delorme), Miss Côte d'Azur (Danielle Rivas), Miss Aquitaine (Colette Sainsard),...
L'annonce des finalistes est faite vers minuit mais une panne de courant est survenue peu après. L'élection a du être suspendue temporairement. La cérémonie reprendra vers 4 heures du matin avec l'annonce officielle de la nouvelle Miss France.
Christiane Sibellin, Miss Lyon 1964, fille de restaurateurs lyonnais, est élue Miss France 1965.
Sa première dauphine est Miss Champagne, Gisèle Aupetit, et sa deuxième dauphine est Miss Bourgogne, Maria Dornier, qui sera par la suite élue Miss Europe 1966.
Le 24 juillet 1965, Sibellin se classe dans le Top 16 de l'élection de Miss Monde qui se tient à Londres.

## L'après Miss France
Christiane Sibellin devient ensuite mannequin volant, puis propriétaire d'un petit restaurant, Chez Chris.[réf. souhaitée]
Le 13 décembre 1998, le magazine de la rédaction de TF1 Reportage lui consacre un portrait ainsi qu'aux anciennes Miss France Jeanne Beck (1967), Christiane Lillio (1968) et Valérie Claisse (1994). Dans ce document réalisé par Tania Faure et Patrick Delporte intitulé Miss France, et après ? elle évoque son parcours personnel.
Le 14 décembre 2002, elle fait partie du jury de l'élection de Miss France 2003 retransmise sur TF1 en direct du Palais des sports de Gerland à Lyon.
Elle témoigne, avec de nombreuses autres Miss France dans le documentaire Miss France, la soirée d'une vie diffusé après l'élection de Miss France 2012 sur TF1. Son témoignage est rediffusé dans un autre documentaire intitulé Il était une fois Miss France sur TMC le 20 novembre 2013. Elle y évoque la panne de courant lors de la soirée de son élection.